# Omar Perdomo
Omar Perdomo, właśc. José Omar Perdomo Machado (ur. 3 lipca 1993 w Las Palmas) – hiszpański piłkarz występujący na pozycji napastnika w Gimnàstic Tarragona.